# Mesilim
Mesilim ou Mesalim, est un roi de Kish du XXVIe siècle av. J.-C., pendant la période des dynasties archaïques.
Il semble qu'il dispose d'une forme d'autorité envers le prince Lugalshaengur de l'état de Lagash. Vers 2550 av. J.-C., il arbitre le conflit entre les villes de Lagash et d'Umma et impose le tracé de leur frontière commune qu'il délimite par l'implantation de la stèle des vautours.
Mesilim dépose dans un sanctuaire de la cité de Girsu une masse d'armes au dieu Ningirsu ornée d'un aigle léontocéphale dominant six lions cabrés et dotée d'une inscription sumérienne gravée : « Mesilim, roi de Kish, bâtisseur du temple de Ningirsu, a apporté pour Ningirsu, Lugalshaengur prince de Lagash ». Elle est exposée au musée du Louvre.
Vers 2500 av. J.-C., il est défait par Enneatoum, roi de Lagash.